# Charlotte Birnbaum
Charlotte Birnbaum, auch Lotte Birnbaum, geborene Kaiser (* 5. November 1900 in Schirgiswalde; † 11. Mai 1981 in München), war eine deutsche Übersetzerin und Schriftstellerin.

## Leben
Charlotte Kaiser war eine Tochter von Curt Kaiser und Helene Kaiser, geborene Wünlich. Sie besuchte das Gymnasium in Bautzen, wo ihre Familie wohnte. Danach studierte sie an der Universität Leipzig. Sie heiratete 1922 den evangelischen Theologen Walter Birnbaum, mit dem sie in Göttingen und später bis zu ihrem Tod 1981 in München in der Agilofingerstraße lebte.
Charlotte Birnbaums Karriere als professionelle Übersetzerin begann, nachdem sie einen Mineralogen auf einer Exkursion nach Kalabrien begleitet hatte, um ihn mit ihren Sprachkenntnissen zu unterstützen. Dort beobachtete sie einen Flöte spielenden Hirten und als sie später, beeinflusst von der Stimmung dieser Szene, zufällig auf Corrado Alvaros Erzählung Gente in Aspromonte stieß, begann sie spontan mit dem Übertragen ins Deutsche. Das Ergebnis ihrer Arbeit, Die Hirten vom Aspromonte, erschien 1942 bei Karl Heinz Henssel und war die erste von mehr als 50 Übersetzungen aus dem Italienischen, die Birnbaum im Laufe ihres Lebens anfertigte.
Danach widmete sich Birnbaum zunächst vorwiegend dem Schreiben und Übersetzen von Theaterstücken; so erschien 1947 ihre romantische Zauberkomödie Zinnober nach E.T.A. Hoffmann. In den 1950er und 1960er Jahren übertrug sie eine Reihe von Romanen und Erzählungen zeitgenössischer italienischer Schriftsteller ins Deutsche. Dazu gehörten Werke von Cesare Pavese, Giuseppe Tomasi di Lampedusa (Hauptwerk Der Leopard), Ippolito Nievo und Giuseppe Berto. Dabei arbeitete sie für Verlage wie Claassen, Piper und Suhrkamp. Im Rahmen ihrer Übersetzungsarbeit führte sie auch Recherchen durch; so reiste sie in Vorbereitung der Übertragung von Der Leopard nach Palermo, wo sie die Fürstin Lampedusa aufsuchte und zahlreiche Gespräche im Palast und auf der Insel führte. Mit einigen der Autoren stand sie im persönlichen Kontakt, wie Mario Tobino (Die Frauen von Magliano, 1955), den sie in Lucca besuchte und der sie in seinem Reisebericht Passione per l’Italia (1958) unter dem Pseudonym „Teresa Schlesingen“ erwähnt.
Für ihre Übersetzungen erhielt Birnbaum die Silberne Kulturmedaille des italienischen Außenministeriums. 1975 wurde sie mit dem Tukan-Preis der Landeshauptstadt München ausgezeichnet.
1981 starb Charlotte Birnbaum im Alter von 80 Jahren und wurde anonym auf dem Münchner Waldfriedhof bestattet.
Posthum erschien der Band Lichte Welt. Literarische Skizzen (1983) mit Texten von Charlotte Baumann, in denen sie ihre Arbeitsweise und ihre Erfahrungen als Übersetzerin schildert. Daneben enthält er unter anderem Reiseberichte und poetische Texte von ihr sowie einen Beitrag von Walter Birnbaum, in dem er seine verstorbene Frau porträtiert.

## Werke (Auswahl)
- Zinnober. Romantische Zauberkomödie in zwölf Bildern nach E.T.A. Hoffmann. Kurt Desch, München 1947.
- Lichte Welt. Literarische Skizzen. Heliopolis-Verlag, Tübingen 1983, ISBN 3-87324-056-4.

Übersetzungen
- Corrado Alvaro: Die Hirten vom Aspromonte. Erdenmächte und Schicksalskreise in den Bergen Kalabriens. Henssel, 1942.
- Pier Antonio Quarantotti Gambini: Die rote Rose. (La rosa rossa.) Goverts Verlag, Hamburg 1943.
- Giuseppe Berto: Der Himmel ist rot. (Il Cielo è rosso.) Claassen & Goverts, Hamburg 1949.
- Giuseppe Berto: Mein Freund der Brigant. (Il Brigante.) Claassen, Hamburg 1952.
- Gian Paolo Callegari: Die Barone. (I Baroni.) Claassen, Hamburg 1953.
- Cesare Pavese: Junger Mond. (La luna e i falò.) Claassen, Hamburg 1954.
- Elio Bartolini: Zwei Brücken in Caracas. (Due ponti a Caracas.) Claassen, Hamburg 1955.
- Anna Maria Ortese: Neapel, Stadt ohne Gnade. Erzählungen. (Il mare non bagna Napoli.) S. Fischer, Berlin 1955.
- Mario Tobino: Die Frauen von Magliano oder Die Freiheit im Irrenhaus. (Le libere donne di Magliano.) Claassen, Hamburg 1955.
- Ippolito Nievo: Pisana oder Die Bekenntnisse eines Achtzigjährigen. (Le confessioni di un ottuagenario.) Suhrkamp, Berlin 1956.
- Cesare Pavese: Das Handwerk des Lebens: Tagebuch 1935–1950. (Il mestiere di vivere.) Claassen, Hamburg 1956.
- Mario Tobino: Signora Maria: Zum Bildnis meiner Mutter. (La brace dei biassoli.) Claassen, Hamburg 1957.
- Mario Pomilio: Der Zeuge. (Il testimone.) Agentur des Rauhen Hauses, Hamburg 1957.
- Giuseppe Tomasi di Lampedusa: Der Leopard. (Il gattopardo.) Piper, München 1959.
- Carlo Bernari: Das lichte Morgen. (Domani e poi domani.) Verlag Dt. Volksbücher, Stuttgart 1960.
- Giuseppe Tomasi di Lampedusa: Die Sirene. Erzählungen. (Lighea.) Piper, München 1961.
- Cesare Pavese: Der Teufel auf den Hügeln. (Il diavolo sulle colline.) Claassen, Hamburg 1963.
- Carlo Montella: Feuer im Katasteramt. (Incendio al catasto.) Kindler, München 1964.
- Cesare Pavese: Der schöne Sommer. (La bella estate.) Claassen, Hamburg 1964.
- Cesare Pavese: Sämtliche Erzählungen. Claassen, Hamburg 1966.
- Giovanni Arpino: Im Schatten der Hügel. (L’ombra delle colline.) Rowohlt, Reinbek 1966.
- Lorenzo da Ponte: Geschichte meines Lebens. Memoiren eines Venezianers. (Memorie.) Wunderlich, Tübingen 1969.
- Aldo Palazzeschi: Der Doge. (Il doge.) Rütten & Loening, Berlin 1970.